# کاشت

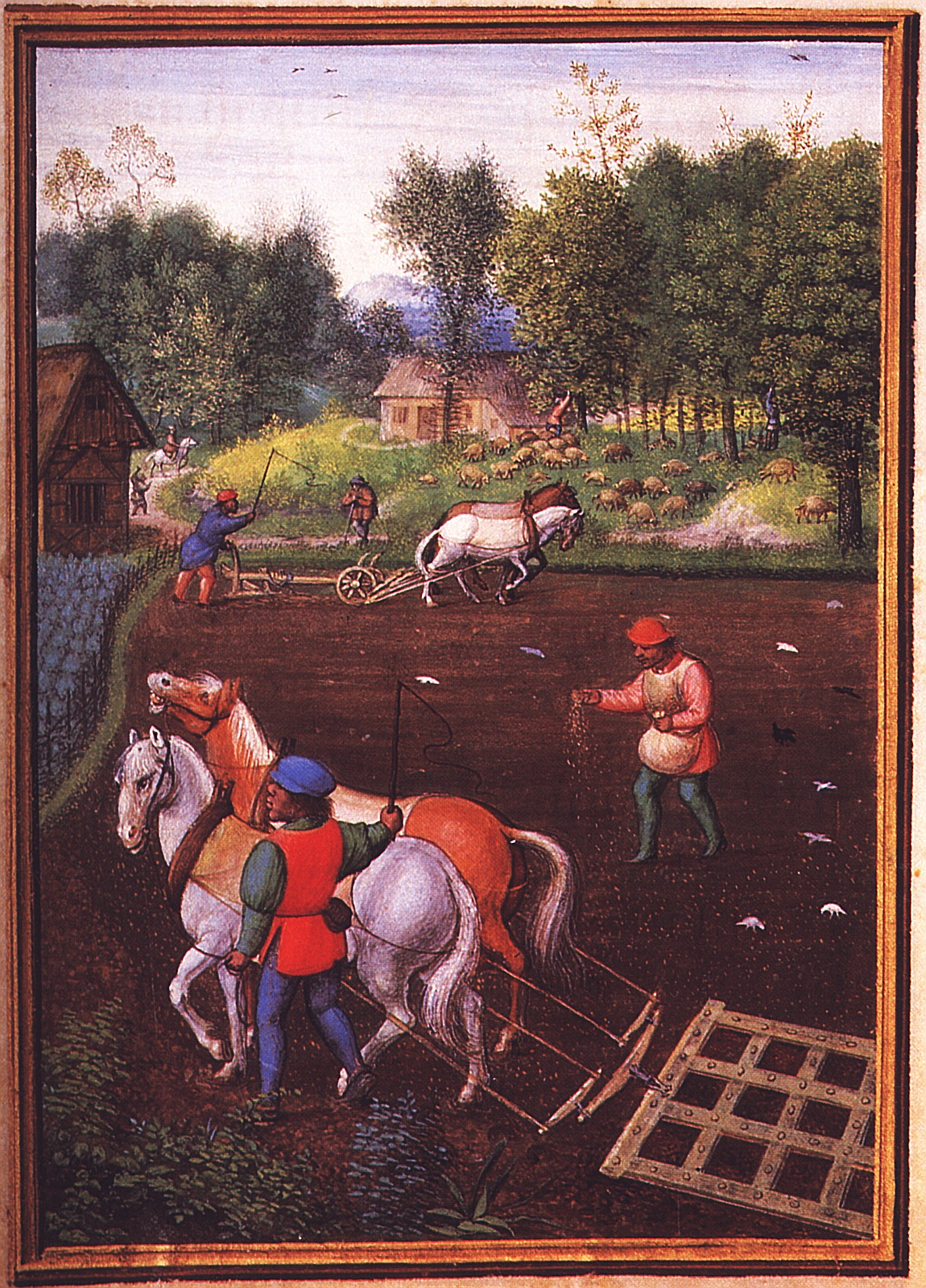
سایمون بنینگ، کارهای ماه‌ها: سپتامبر، از کتاب ساعت‌های فلاندری (بروژ)

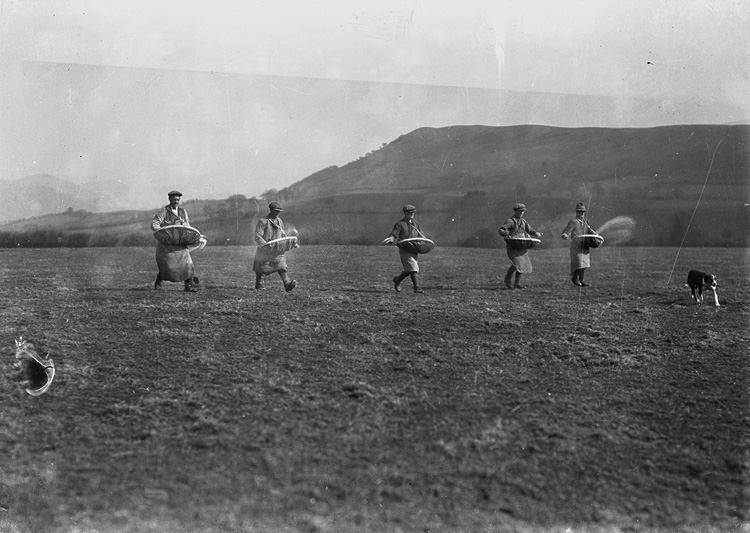
مردانی که در دهه ۱۹۴۰ بذر را با دست می‌کارند

کاشت، کاشتن دانه یا کاشت بذر (به انگلیسی: Sowing) فرایند کاشت دانه (بذر) است. منطقه یا شیئی که در آن بذر کاشته شده است به عنوان منطقه کاشته‌شده یا کشت‌شده توصیف می‌شود. در زمان کاشت دانه، نکته‌های زیر مهم است:
- از دانه‌های با کیفیت استفاده کنید
- فاصله مناسب بین دانه‌ها را حفظ کنید
- در عمق مناسب بکارید
- اطمینان حاصل کنید که خاک تمیز، سالم و بدون عوامل بیماری‌زا (میکروارگانیسم‌های ایجادکننده بیماری) است.

## گیاهانی که معمولاً کاشته می‌شوند
در میان محصولات عمده زراعی، جو، گندم و چاودار کاشته می‌شود، چمن‌ها و حبوبات بذر می‌شوند و ذرت و سویا کاشته می‌شوند. در کاشت، از ردیف‌های پهن‌تر (معمولاً ۷۵ سانتی‌متر (۳۰ اینچ) یا بیشتر) استفاده می‌شود و هدف این است که دقیق باشد. حتی با فاصله بین دانه‌های منفرد در ردیف، روش‌های مختلفی برای شمارش دانه‌ها در فاصله دقیق ابداع شده است.

### عمق کاشت

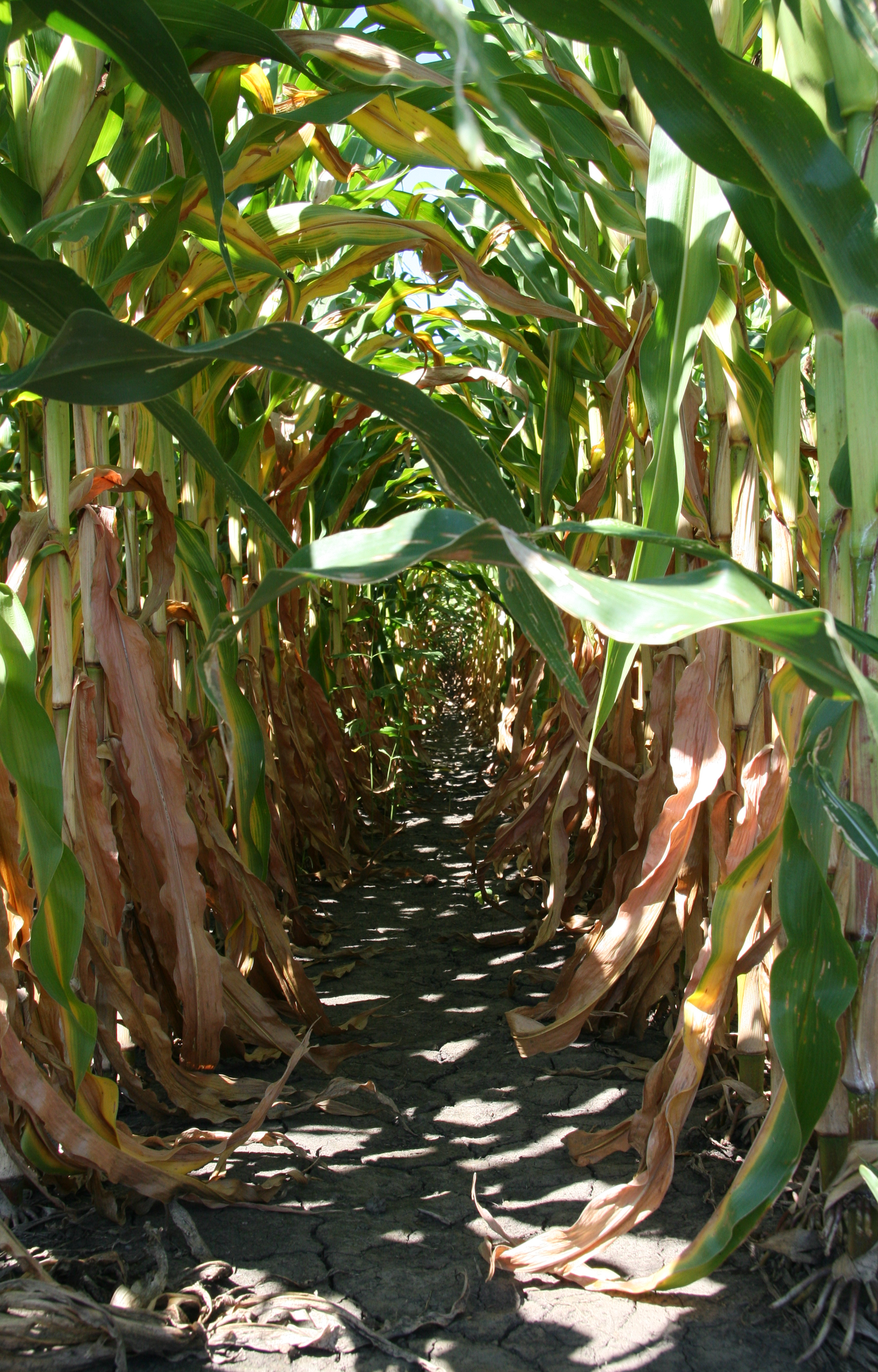
ردیف‌های منظم ذرت در مزرعه ای در ایندیانا

در کاشت، خاک کمی روی بذرها قرار داده می‌شود، زیرا به‌طور کلی می‌توان دانه‌ها را با حفظ عمق کاشت ۲–۳ برابر اندازه بذر در خاک کاشت.

### انواع و الگوهای کاشت
برای کاشت دستی، چندین نوع کاشت وجود دارد. این موارد عبارتند از:
- کاشت مسطح
- کاشت پشته‌ای
- کاشت بستر پهن (گسترده)

چندین الگو برای کاشت ممکن است همراه با این انواع استفاده شود. این شامل:
- ردیف‌هایی که در ردیف‌های زوج فرورفته‌اند (به طوری که دانه‌ها باشند
- الگوی شبکه متقارن – با استفاده از الگوی توصیف‌شده در باغ کوروش که به صورت ضربدری قرار گرفته است. این روش بسیار بهتر است، زیرا ممکن است با بیرون آمدن نهال‌ها نور بیشتری روی آنها بیفتد.

### کاشت دستی
کاشت دستی یا (کاشت) فرایند ریختن مشت‌های بذر بر روی زمین آماده شده است: پخش، یعنی بذرپاشی (که اصطلاح فنی از آن گرفته شده است). معمولاً از کش یا کلوخ‌شکن برای وارد کردن بذر در خاک استفاده می‌شود. اگرچه برای هر منطقه‌ای به‌جز مناطق کوچک کار فشرده است، این روش هنوز در برخی شرایط استفاده می‌شود. برای کاشت به صورت یکنواخت و به میزان دلخواه، تمرین لازم است. بذر دستی را می‌توان برای کاشت استفاده کرد، اگرچه کمک کمتری نسبت به دانه‌های کوچکتر گندمیان و حبوبات دارد.

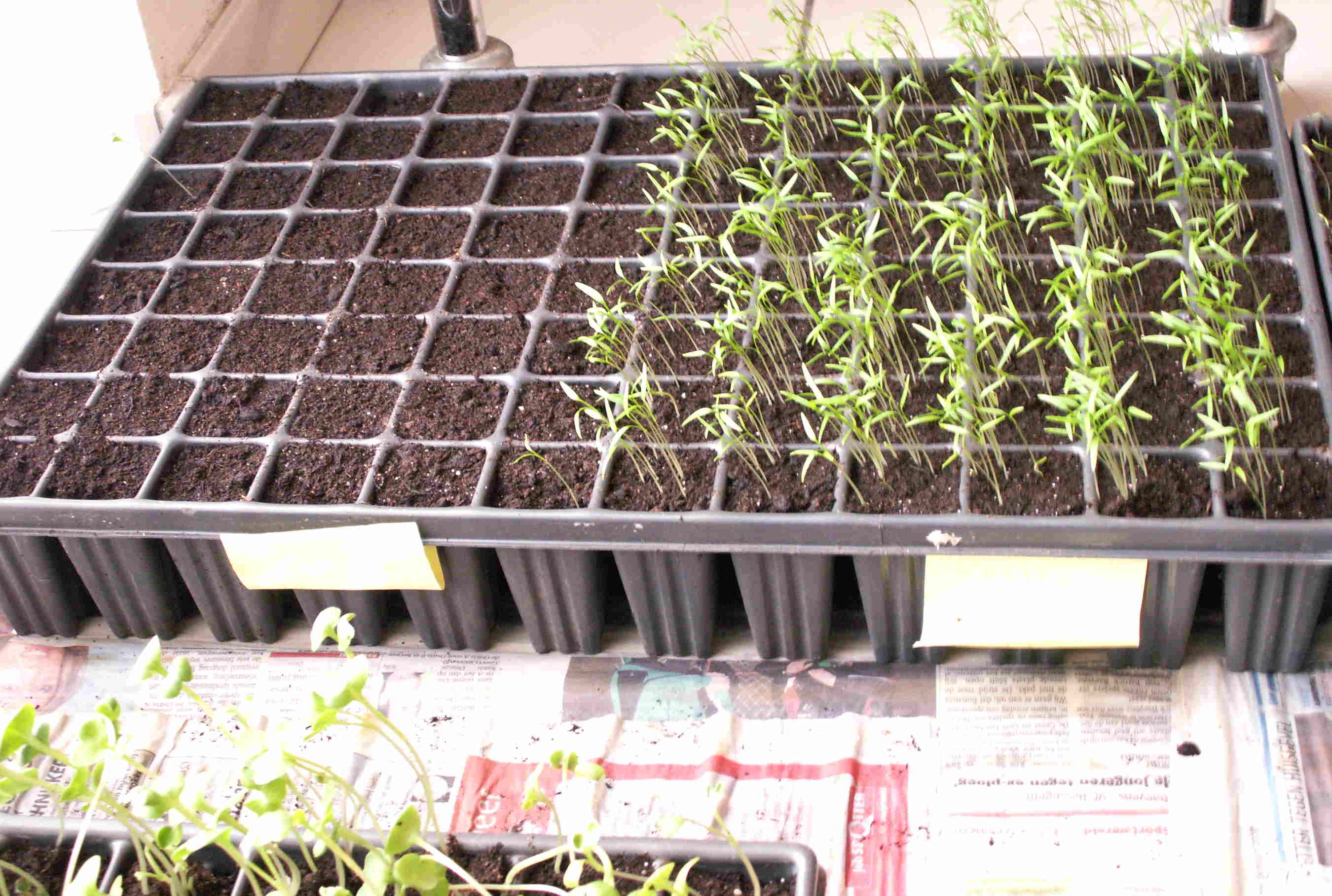
سینی مورد استفاده در باغبانی (برای کاشت و برداشت قلمه گیاه)

کاشت دستی ممکن است با پیش‌کاشت در سینی بذر ترکیب شود. این به گیاهان اجازه می‌دهد تا در دوره‌های سرد (مثلاً بهار در کشورهای معتدل) در درون خانه قوی شوند.